# Бюлов, Клаус фон
Клаус фон Бюлов (имя при рождении Клаус Сесил Борберг, 11 августа 1926 — 25 мая 2019) — британский аристократ германо-датского происхождения. Был обвинён в попытке убийства своей жены Санни фон Бюлов (урождённая Марта Шарп Кроуфорд, 1931—2008), путём введения сильной дозы инсулина в 1980, что ввергло её в вегетативное состояние до конца жизни. И хотя в первом суде его признали виновным, впоследствии это решение было отменено и он был оправдан.

## Биография
Клаус Сесил Борберг родился в Копенгагене в семье датского драматурга Свена Борберга (1888—1946). Отец Клауса возглавлял Датско-германское литературное общество и симпатизировал немцам. Несмотря на то, что дед Клауса по отцовской линии потерял нескольких близких в Датской войне и с тех пор ненавидел немцев, у Свена были дружественные отношения с немецкой интеллигенцией, а его пьесы имели определённый успех в Берлине. Мать Клауса — Йонна фон Бюлов аф Плюсков (1900—1959) происходила из знатного немецкого рода фон Бюловых из Мекленбурга.
Когда родители развелись, воспитанием Клауса занялась мать и дедушка по материнской линии, бывший министр юстиции Дании. Именно от него Клаус унаследовал упорный характер. Ведь их семейство практически разорилось во времена финансовой паники после Первой мировой войны. Но деду удалось в некоторой степени восстановить былую финансовую империю Бюловых, и вплоть до нацистской оккупации он служил исполняющим обязанности главы Датского федерального банка.
Клаус учился в частной школе в Санкт-Морице, в Швейцарии. Вернувшись в Данию, он оказался запертым в стране из-за вторжения нацистов. Отец и мать понимали, что Клаус будет в большей безопасности за границей, и Йонна обеспечила ему отъезд в Англию. После войны суд признал Свена Борберга коллаборационистом и приговорил к четырём годам лишения свободы. Он вышел на свободу через полтора года и вскорости умер. Клаус предпочёл взять фамилию матери.
В Кембридже Клаус обучался юриспруденции в Тринити-колледже и в 1946 переехал в Лондон. В 50-х он вёл адвокатскую практику, нарабатывал опыт и связи. В итоге, один из знакомых свёл его с нефтяным магнатом Жаном Полом Гетти, который и нанял предприимчивого адвоката своим личным ассистентом в 1959. Гетти писал что Бюлов снял «колоссальный объём административной, подготовительной и скрупулёзной работы с моих плеч». Клаус давал Гетти правовые советы и советы по связям с общественностью, и показал себя как «исключительно терпеливый и добросердечный» случайный мальчик для битья Гетти. В то время как Гетти восхищался остроумием, трудолюбием и хорошими манерами Клауса, другие отзывались о нём в менее лестной манере, считая его «пронырливым» и «высокомерным» человеком, который старался обеспечить себе хороший имидж за счет других работников Гетти. Клаус ушёл от Гетти в 1968 году, через два года после брака с Санни Кроуфорд фон Ауэршперг.
6 июня 1966 фон Бюлов женился на Санни, бывшей супруге принца Альфреда фон Ауэршперга. Фон Бюлов работал временным консультантом с рядом нефтяных компаний. У Санни были сын и дочь от первого брака; 15 апреля 1967 года в Нью-Йорке у неё с Клаусом родилась дочь, Козима фон Бюлов. В 1996 она вышла замуж за итальянского графа Риккардо Павончелли.

## Судебные процессы
В 1982 фон Бюлов был осуждён за попытку убить Санни. Основным доказательством в деле стал тот факт, что у Санни был пониженный уровень сахара в крови при очень высоком уровне инсулина. Тест, выявивший это, не повторялся. Суду были представлены игла и флакон инсулина, которыми обвиняемый мог сделать инъекцию жене, в попытке убить её. Именно на этих вещах сосредоточилась защита при дальнейшей апелляции по приговору фон Бюлова.
В суде Ньюпорта фон Бюлова признали виновным и приговорили к тридцати годам лишения свободы. Клаус подал апелляцию и нанял профессора юриспруденции Гарварда Алана Дершовица в качестве своего представителя. В кампании по оправданию фон Бюлова Дершовицу помогал студент юридического факультета Джим Крамер. Дершовиц и его команда сконцентрировались на изучении аптечки со шприцами и инсулином. Семьёй Санни был нанят частный детектив для расследования комы. Частный детектив Эдди Ламберт (товарищ адвоката фон Бюлова Ричарда Ку) узнал у различных членов семьи и горничной, что Клаус последнее время в ньюпортском доме запирал шкаф, который прежде всегда держал открытым. Ламберт и Ку наняли слесаря, в надежде вскрыть замок шкафа и увидеть его содержимое. Они обманули слесаря, сказав что дом принадлежит одному из них. Когда эти трое прибыли на место, слесарь настоял чтобы они еще раз поискали ключ, и после некоторых поисков Ку обнаружил нужный ключ в рабочем столе Клауса фон Бюлова. В соответствиями с их показаниями, слесарю оплатили вызов и отправили восвояси прежде чем шкаф был действительно открыт, хотя впоследствии они отреклись от этой версии и уверяли, что слесарь присутствовал при проникновении в шкаф. В 1984 обвинение было отозвано вследствие незаконного получения доказательств, лицами способными извлечь выгоду из признания фон Бюлова виновным. В 1985 году, после второго суда, с фон Бюлова были сняты все обвинения и он был признан невиновным.
На втором суде защита вызвала восемь экспертов в области медицины (все профессора университетов), которые засвидетельствовали, что две комы Санни были спровоцированы не инъекциями инсулина, а принятием (перорально) различных медикаментов, алкоголя и хроническими осложнениями со здоровьем.
Другие эксперты засвидетельствовали, что игла для подкожных инъекций испачкана в инсулине снаружи, но не внутри, словно её просто обмакнули во флакон с инсулином без какой бы то ни было инъекции. Ведь при проникновении иглы в тело кожа очистила бы её снаружи. Также имелись доказательства, что за три недели до второй комы Санни посещала больницу в связи с употреблением семидесяти трех таблеток аспирина. Подобная доза говорит нам о том, что она самостоятельно их употребила, и отражает состояние её психического здоровья.
Впоследствии приёмные дети фон Бюлова подали против него гражданский иск на 56 миллионов долларов, который был удовлетворён в 1987. В соответствии с требованиями иска Клаус развёлся с Санни в 1988.
После всего этого фон Бюлов снова переехал в Лондон.